# Battaglia di Radzymin-Wołomin
La battaglia di Radzymin-Wołomin fu un grande scontro di carri armati verificatosi nella prima settimana di agosto del 1944, durante la seconda guerra mondiale sul fronte orientale, alla periferia di Varsavia sulla riva destra della Vistola (a Radzymin, Wołomin e nel sobborgo di Praga), tra alcune agguerrite Panzer-Division tedesche del XXXIX. Panzerkorps, e le unità meccanizzate della 2ª Armata corazzata dell'Armata Rossa (1º Fronte Bielorusso del maresciallo Konstantin Rokossovskij).
L'aspra e combattuta battaglia, il più grande scontro di mezzi corazzati verificatosi in territorio polacco durante la guerra, avvenne alla fine della impetuosa avanzata generale sovietica conseguente al clamoroso successo dell'operazione Bagration che aveva provocato il catastrofico crollo dell'Heeresgruppe Mitte tedesco. Alla periferia della capitale polacca e in procinto di attraversare la Vistola, le unità corazzate sovietiche vennero contrattaccate dalle Panzer-Division tedesche, freneticamente raccolte dal feldmaresciallo Walther Model per impedire l'irruzione nemica in Polonia. I carri sovietici resistettero tenacemente per alcuni giorni agli inattesi contrattacchi, poi ripiegarono abbandonando le posizioni più avanzate; le divisioni corazzate tedesche non poterono proseguire gli attacchi e vennero subito trasferite per essere impiegate in altri settori del fronte. La battaglia si concluse quindi con un parziale successo tedesco, con pesanti perdite di carri armati per entrambe le parti e con il temporaneo arresto dell'avanzata dell'Armata Rossa.
Inoltre, contemporaneamente a questa furiosa battaglia di carri, era esplosa alle spalle del fronte tedesco la rivolta di Varsavia, che sarebbe drammaticamente proseguita per due mesi fino alla resa finale delle forze polacche dell'Armia Krajowa. Rimane oggetto di aspre discussioni se la inattesa battuta d'arresto di Radzymin e Wołomin, subita dalle forze corazzate sovietiche contro i panzer tedeschi alle porte della capitale polacca, abbia realmente influito sulla decisione sovietica di non intervenire in aiuto dei rivoltosi sulla riva sinistra della Vistola.

## L'offensiva d'estate sovietica
L'offensiva generale sovietica dell'estate 1944 aveva avuto fin dall'inizio un andamento disastroso per la Wehrmacht; l'operazione Bagration aveva praticamente distrutto l'intero Heeresgruppe Mitte schierato in Bielorussia, e aperto un enorme squarcio nel fronte tedesco, rapidamente sfruttato dalle colonne corazzate e meccanizzate sovietiche, sia verso il Mar Baltico sia verso il Niemen, il Bug occidentale e la Vistola. Dopo il crollo tedesco a Minsk, l'Armata Rossa aveva progressivamente esteso la sua offensiva sferrando le nuove operazioni Leopoli-Sandomierz e Lublino-Brest che condussero a nuovi rilevanti successi sovietici e ad altre gravi sconfitte tedesche.
Nella seconda metà di luglio la situazione del feldmaresciallo Walter Model, che comandava contemporaneamente i resti dell'Heeresgruppe Mitte e l'Heeresgruppe Nordukraine, schierato più a sud, appariva quasi disperata. Nonostante il progressivo afflusso di notevoli riserve corazzate provenienti dagli altri Gruppi d'armate o da altri fronti, la progressione sovietica sembrava inarrestabile.
A nord il 1º Fronte Baltico del generale Ovanes Chačaturovič Bagramjan avanzava su Tukums e sembrava in grado di tagliare le comunicazioni dell'Heeresgruppe Nord schierato nei Paesi Baltici; al centro il generale Ivan Danilovič Černjachovskij (3º Fronte Bielorusso) aveva superato il Niemen e si avvicinava a Kaunas e alla Prussia orientale; infine, più a sud, il potente 1º Fronte Bielorusso del maresciallo Konstantin Rokossovskij avanzava da due direzioni differenti: da Pinsk-Baranovici verso Brėst, e da Lublino, liberata il 23 luglio dai carri armati sovietici, verso la Vistola e Varsavia. Il feldmaresciallo Model doveva inoltre contenere anche la potente offensiva del 1º Fronte Ucraino del maresciallo Ivan Konev in Volinia, che aveva provocato la caduta di Leopoli e Brody e una nuova pericolosa marcia sovietica verso la Vistola, 150 km a sud di Varsavia.

## Avanzata sovietica in Polonia

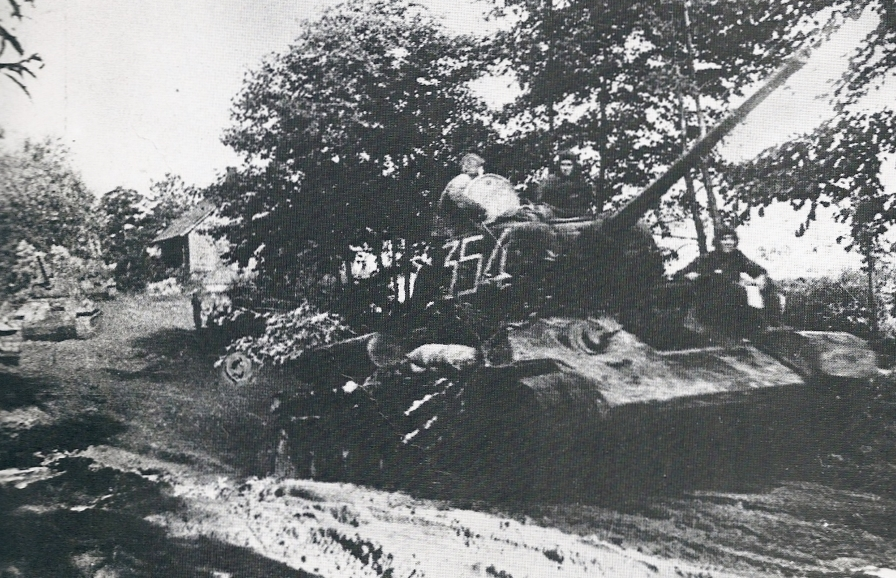
I carri del 3º Corpo carri sovietico avanzano verso Varsavia nell'estate 1944.

Le Panzer-Division disponibili o in afflusso si stavano prodigando da settimane per cercare di rallentare o frenare la poderosa avanzata sovietica, e al momento la Divisione SS "Wiking" e la Divisione SS "Totenkopf" (appena arrivate dal Gruppo d'armate Ukraina Süd) si battevano aspramente per contenere, a ovest di Brėst, la spinta dell'11º Corpo corazzato, del 2º Corpo di cavalleria della Guardia e della 47ª Armata, che premevano su Siedlce e minacciavano di tagliare fuori le ingenti forze tedesche ancora attardate a Brėst e a Białystok. Altre pericolose forze sovietiche marciavano più a settentrione, per aggirare Varsavia da nord passando per Serock (65ª e 28ª Armata, rinforzate con il 1º Corpo corazzato della Guardia, il 9º Corpo corazzato e il 1º Corpo meccanizzato); queste forze sovietiche erano state rallentate da un contrattacco a Kleszczele della SS "Wiking" e della 4. Panzer-Division, ma si trattava di successi locali che non potevano alterare l'andamento generale strategico delle operazioni in corso.
La minaccia più grande per i tedeschi, tuttavia, proveniva da sud, dove le armate del fianco sinistro del 1º Fronte Bielorusso del generale Rokossovskij (8ª Armata della Guardia del famoso generale Vasilij Čujkov, 69ª Armata e 1ª Armata polacca) si avvicinavano alla Vistola; il 25 luglio infatti raggiunsero il fiume e cercarono subito di attraversarlo. A sud-est inoltre tre corpi corazzati della 2ª Armata corazzata sovietica (passata al comando del generale Aleksej Radzevskij dopo il ferimento del generale Sëmen Bogdanov), dopo aver liberato Lublino, sembravano avanzare direttamente su Varsavia, contrastate solo da deboli retroguardie tedesche e da alcuni elementi della Panzer-Division "Hermann Göring", appena trasferita dall'Italia.

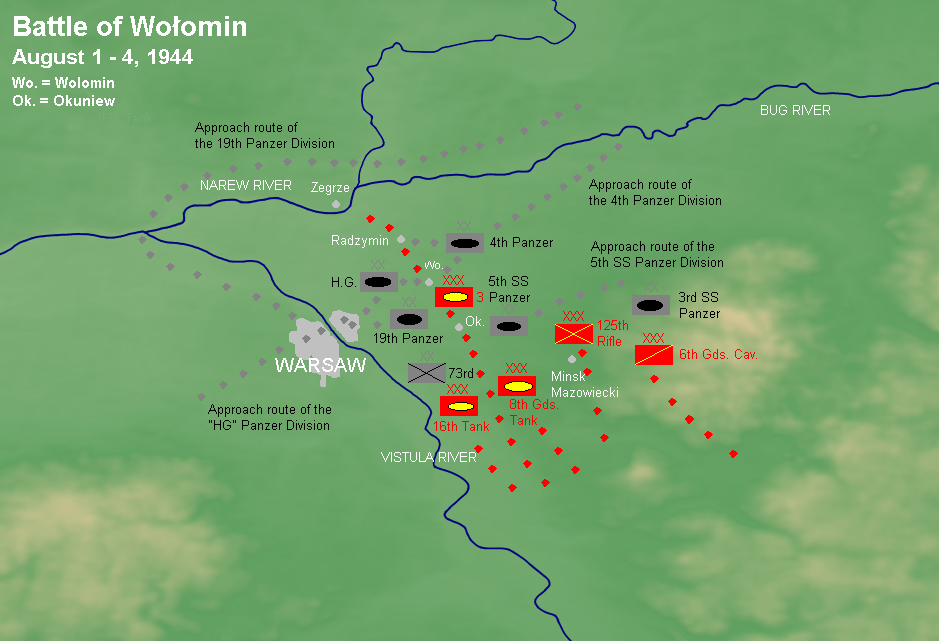
Mappa della battaglia di Radzymin-Wolomin

In realtà anche la posizione delle forze sovietiche era pericolosamente esposta: le punte corazzate della 2ª Armata corazzata avanzavano incessantemente dal 18 luglio e presentavano importanti problemi logistici e di rifornimento; inoltre, marciando in direzione nord-ovest, esponevano il loro fianco destro, non solidamente collegato con il raggruppamento sovietico impegnato in duri scontri contro le Waffen-SS a Siedlce.
Nonostante queste difficoltà, le ultime direttive dello Stavka imponevano ottimisticamente di continuare l'avanzata su tutto il fronte e ordinavano al generale Radzevskij di marciare in direzione della capitale polacca, schierando il 16º Corpo corazzato sulla sinistra, verso la Vistola e in collegamento con la 8ª Armata della Guardia in azione più a sud che era in procinto di attaccare a Magnuszew per conquistare una testa di ponte sul fiume. Il 3º Corpo corazzato invece sarebbe avanzato al centro per puntare da Dęblin su Wołomin, Radzymin e il sobborgo sulla riva destra di Praga, supportato sulla destra, attraverso Mińsk Mazowiecki, dall'8º Corpo corazzato della Guardia e da alcuni elementi di fanteria e cavalleria meccanizzata.
Si prevedeva in questo modo di aggirare Varsavia da nord e di costringere alla ritirata le forze tedesche; le direttive dello Stavka non indicavano espressamente l'obiettivo della liberazione immediata dell'intera capitale polacca, ma si limitavano ad ordinare la conquista del quartiere orientale Praga entro il "5-8 agosto 1944", e la costituzione di una serie di "teste di ponte sulla riva occidentale della Vistola". Alla vigilia della battaglia i tre corpi corazzati della 2ª Armata corazzata contavano ancora 570 carri armati, ma accusavano carenze di carburante e rifornimenti. In particolare il 3º Corpo carri aveva 154 mezzi corazzati, tra cui 112 T-34/85, l'8º Corpo carri della Guardia 193 carri armati, tra cui 50 T-34/85 e 93 M4 Sherman, il 16º Corpo carri 193 mezzi corazzati, tra cui 151 T-34/85.

## La battaglia

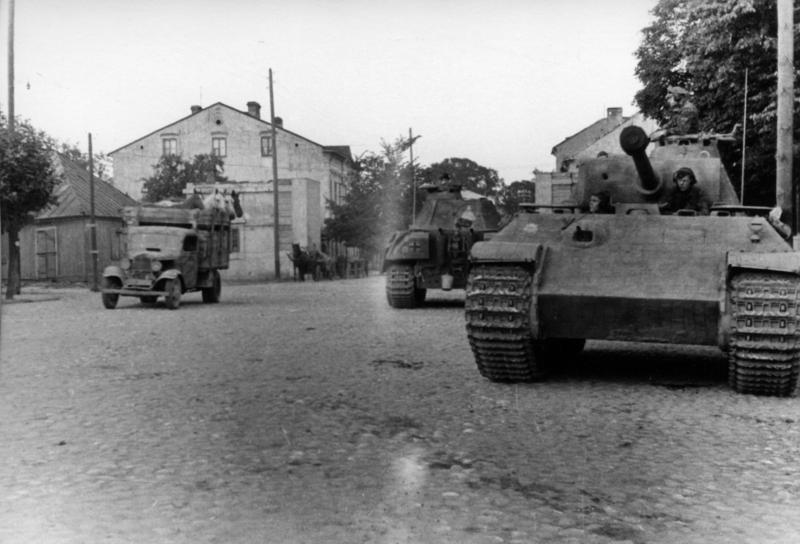
Carri Panther della Panzer-Division SS "Totenkopf" durante i combattimenti in Polonia

### Alla periferia di Varsavia: 27-31 luglio
Il feldmaresciallo Model e l'Oberkommando des Heeres, nonostante la grave crisi provocata dall'attentato a Hitler e dal peggioramento della situazione sull'Invasionfront in Normandia (il 1º agosto le forze americane avrebbero sfondato le difese tedesche ad Avranches), non intendevano affatto rinunciare alla lotta e abbandonare Varsavia. Al contrario, sfruttando le difficoltà logistiche sovietiche, alcuni vantaggi tattici temporanei e la possibilità di raggruppare alcune eccellenti Panzer-Division affluite dagli altri fronti, intendevano contrattaccare le punte sovietiche e stabilizzare finalmente la situazione, disimpegnando le cospicue forze ancora attardate a est della Vistola e sperando anche di schiacciare le pericolose teste di ponte sul fiume in via di costituzione sui fronti del maresciallo Konev e del maresciallo Rokossovskij.
Secondo questi piani, la 9ª Armata tedesca del generale Nikolaus von Vormann, che difendeva la linea della Vistola, avrebbe raggruppato una massa corazzata sui due fianchi della pericolosa puntata sovietica a est e sud-est di Varsavia, impegnando, sotto il comando del 39º Panzerkorps dell'esperto generale Dietrich von Saucken, la 19. Panzer-Division e la 4. Panzer-Division (ritirate dal fronte sul Narew  e dirottate verso ovest), la Panzer-Division "Hermann Göring", già presente sul posto, e le divisioni corazzate SS "Wiking" e "Totenkopf", che si sarebbero disimpegnate dall'area di Siedlce e avrebbero attaccato da est verso ovest, sul fianco destro delle colonne meccanizzate sovietiche. Circa 300 panzer avrebbero preso parte all'attacco.

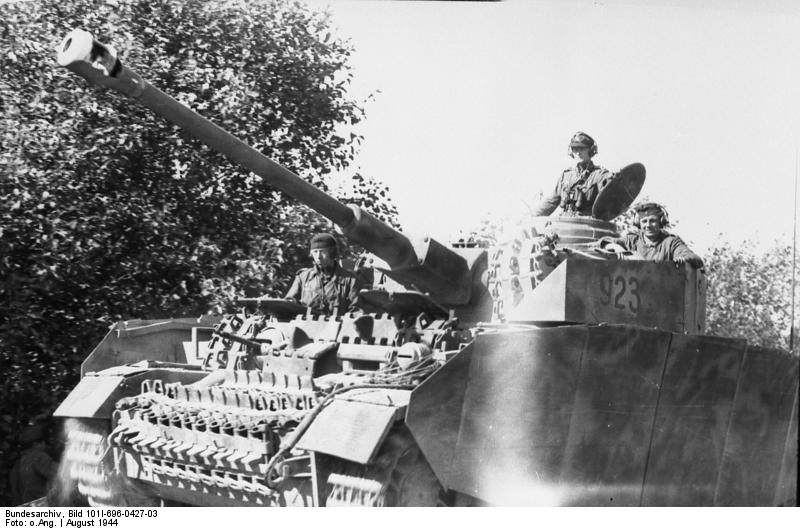
Un Panzer IV di una Panzerdivision impegnata in Polonia nell'agosto 1944

Fin dal 26 luglio, i primi segni della volontà tedesca di non abbandonare Varsavia e del concentramento di mezzi corazzati in corso di organizzazione, avevano sollevato grande nervosismo nel comando del 1º Fronte Bielorusso del generale Rokossovskij; nonostante i segni di panico presenti nelle truppe di retrovia tedesche stanziate nella capitale polacca, la situazione rimaneva poco chiara e ordini vennero diramati per mantenere concentrati i corpi corazzati della 2ª Armata corazzata, e anche per tenere pronta a intervenire la 8ª Armata della Guardia del generale Čujkov.
In realtà le forze corazzate tedesche non erano ancora concentrate e nel momento in cui la 2ª Armata corazzata riprese ad avanzare il mattino del 27 luglio, nella direzione generale del sobborgo Praga della capitale polacca, erano disponibili sul posto solo alcuni reparti della 73. Divisione fanteria, della panzer-Division "Hermann Göring" e della 19. Panzer-Division che non furono in grado di fermare la nuova offensiva dei carri sovietici. Il generale Radzevskij intendeva avanzare su ampio fronte ad est dell'autostrada Lublino-Varsavia per aggirare le posizioni fortificate tedesche ed evitare pesanti perdite. Il piano ebbe inizialmente successo: nonostante attacchi aerei tedeschi e difficoltà di rifornimento, i carri sovietici avanzarono di circa 50 chilometri; il 3º Corpo carri del generale Vedeneev e l'8ª Armata della Guardia del tenente generale A. F. Popov, respinsero i reparti tedeschi e avanzarono verso Mińsk Mazowiecki e il sobborgo di Praga.
Dopo questo brillante successo iniziale, il 28 luglio il 3º Corpo carri raggiunse e occupò, dopo aver respinto alcuni contrattacchi, le cittadine di Kałuszyn e Cegłów, mentre l'8º Corpo carri della Guardia venne temporaneamente bloccato a Siennica; il 16º Corpo carri dopo essersi raggruppato avanzò decisamente verso il sobborgo di Praga a ovest dell'autostrada di Varsavia. Il 29 luglio il comando tedesco fece un primo tentativo di arrestare l'avanzata della 2ª Armata corazzata e fece intervenire i reparti disponibili della 19. Panzer-Division. Di conseguenza l'attacco frontale diretto su Mińsk Mazowiecki venne bloccato, ma il 3º Corpo carri aggirò sulla destra lo sbarramento tedesco e il 29 luglio raggiunse Stanisławów e proseguì verso nord-ovest, intercettò la strada maestra Varsavia-Brest e si avvicinò a Wolomin. Nello stesso momento l'8º Corpo carri della Guardia liberò con una manovra aggirante Siennica, evitò di attardarsi a Minsk-Mazowiecki e riprese ad avanzare dietro il 3º Corpo carri. Il 16º Corpo carri, rafforzato da un reggimento di carri pesanti, aggirò la 73. Divisione fanteria che venne colta di sorpresa a Kołbiel e praticamente distrutta, il suo comandante generale Franek venne catturato; dopo questo brillante successo il 16º Corpo rimase a ovest dell'autostrada e proseguì verso il sobborgo di Praga contrastato da una crescente resistenza tedesca.

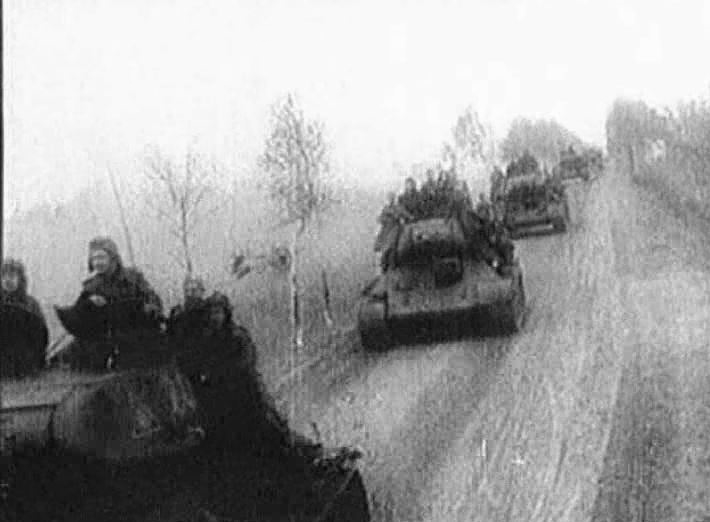
Le colonne di carri sovietiche avanzano verso Varsavia.

La situazione tedesca stava divenendo sempre più precaria; l'avanzata del 3º Corpo carri da Stanisławów verso Wolomin e Zielonka metteva in pericolo le vie di comunicazioni principali Varsavia-Brest e Varsavia-Bialystok con il rischio di isolare tutte le truppe tedesche ancora in ripiegamento da Brest e dalla Bielorussia occidentale. Il feldmaresciallo Model cercò quindi di affrettare la concentrazione delle sue forze corazzate per affrontare questa grave minaccia: la SS "Totenkopf" e "Wiking" ricevettero l'ordine di accelerare lo sganciamento da est e la marcia verso sud-ovest sul fianco destro delle colonne corazzate sovietiche.
Il 30 luglio, tuttavia le formazioni corazzate del generale Radzevskij continuarono ad avanzare con successo raggiungendo nuovi, importanti obiettivi tattici: il 3º Corpo carri progredì velocemente verso nord-ovest e in serata la sua 103. Brigata arrivò a Radzymin, mentre la 51. e la 50. Brigata liberarono Wolomin e si attestarono sulla linea Nadma-Jankow; i carri di punta giunsero a Kobyłka, a otto chilometri dalla periferia di Varsavia. In questa posizione i carristi sovietici ricevettero l'ordine di fermarsi e attendere le riserve, i fucilieri motorizzati e gli scaglioni di retrovia. Contemporaneamente l'8 Corpo carri della Guardia fu duramente impegnato contro la Panzer-Division "Hermann Göring" (maggior generale Wilhelm Schmalz) a Minsk-Mazowieki che venne finalmente liberata nella notte del 30-31 luglio, il 16º Corpo carri più a sud raggiunse la periferia del quartiere Praga. Il generale Radzevskij sperava di potere occupare rapidamente il quartiere orientale di Varsavia con un attacco combinato da nord del 3º Corpo carri e da sud del 16º Corpo carri ma nel suo rapporto serale al quartier generale, evidenziò che i tedeschi avevano raggiunto la superiorità aerea, che le "nostre forze aeree sono completamente inattive" e che le sue unità mancavano di carburante e rifornimenti.
Il 31 luglio la 2ª Armata corazzata non poté riprendere l'attacco secondo i piani del generale Radzevskij e dovette invece affrontare una serie di contrattacchi tedeschi da parte di reparti della 19. Panzer-Division (maggior generale Hans Källner), dei resti della 73. Divisione fanteria e della 6. Divisione di sicurezza; il 3º Corpo carri, schierato tra Radzymin e Wolomin, respinse assalti da nord e nord-est mantenendo le posizioni, mentre anche il 16º Corpo carri non poté superare la forte resistenza nemica, l'8º Corpo carri della Guardia dopo la presa di Minsk-Mazowiecki, raggiunse invece le cittadine di Okuniew e Zakret. I tedeschi avevano ormai fortemente presidiato l'area fortificata del quartiere Praga ed erano in grado di resistere ad ulteriori attacchi sovietici; inoltre il feldmaresciallo Model alla fine del 31 luglio aveva finalmente concentrato le sue divisioni corazzate: la SS "Wiking" si trovava nei boschi vicino Stanislawow, la SS "Totenkopf" era a est, tra Guzowkatka e Zawody, la Panzer-Division "Hermann Göring" era a ovest intorno a Marki, la 19. Panzer-Division, la 73. Divisione fanteria e la 6. Divisione di sicurezza tra Zielonka e Stara Milosna; infine era in arrivo da nord-est la 4. Panzer-Division.

### Combattimenti del 1-3 agosto

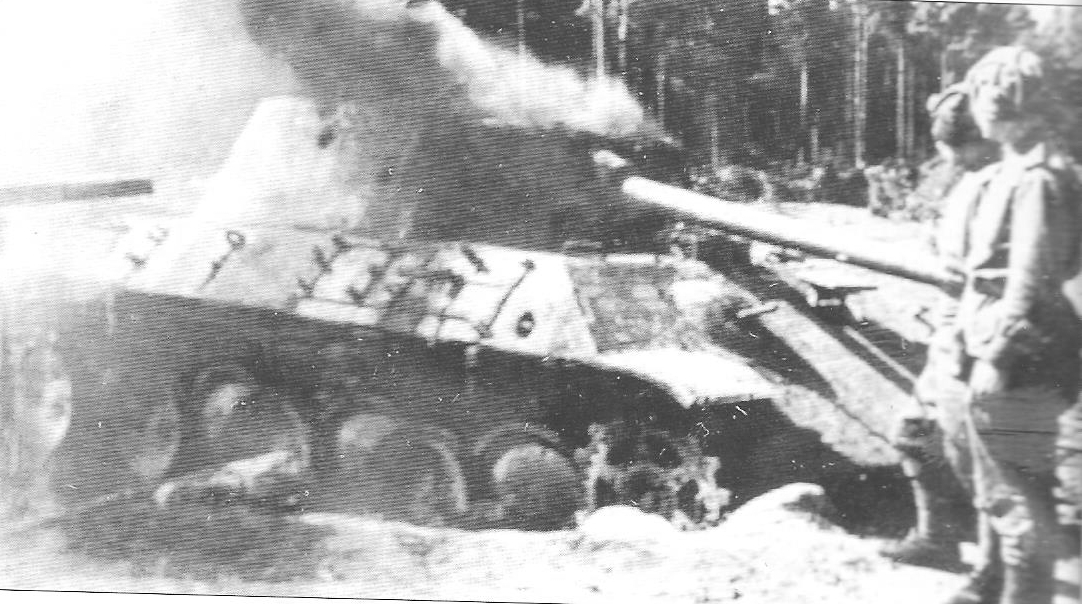
Carristi sovietici osservano un carro tedesco Panzer V Panther incendiato.

Il generale Radzevskij aveva compreso che i tedeschi stavano concentrando forze di riserva e che le sue unità disperse su ampio fronte si trovavano in una situazione pericolosa; egli quindi la notte del 1 agosto diramò nuovi ordini per raggruppare i suoi carri armati e organizzare un perimetro difensivo per respingere gli attacchi nemici. Secondo questi nuovi ordini, il 3º Corpo carri del generale Vedeneev avrebbe continuato a coprire la strada di Radzymin e avrebbe difeso in tutte le direzioni le cittadine di Kobylka, Ossòw e Wolomin; l'8º Corpo carri della Guardia del generale Popov avrebbe difeso in tutte le direzioni Okuniew, Halinów e Zakret; il 16º Corpo carri del generale Dubovoi si sarebbe schierato difensivamente tra Milosna Stara e Zybtki.
Per tutto il 1 agosto il 3º Corpo carri continuò ad occupare l'area Radzymin-Wolomin e respinse i continui attacchi dei mezzi corazzati tedeschi, mentre l'8º Corpo carri della Guardia difendeva con successo Okuniew; il comando tedesco aveva identificato la debole linea di contatto tra i due corpi corazzati sovietici e tentò nella giornata di attaccare da ovest e soprattutto da est per interrompere i loro collegamenti, isolare il 3º Corpo carri e inoltre creare un corridoio per le truppe tedesche in ripiegamento da Brest. La posizione della 2ª Armata corazzata era difficile; le sue unità erano state bloccate, non avevano più la possibilità di manovrare e si trovavano molto distanti dai loro depositi di rifornimento con linee di comunicazione lunghe e precarie. Il generale Radzevskij e il consiglio militare dell'armata quindi ritennero essenziale rafforzare il perimentro difensivo facendo affluire i fucilieri motorizzati e assicurare i collegamenti tra il 3º Corpo carri e l'8º Corpo carri della Guardia. Gli ordini diramati alle ore 20.00 del 1 agosto precisavano che l'armata doveva raggrupparsi "a pugno" e che il 3º Corpo carri avrebbe dovuto concentrare le sue forze principali a Wolomin, lasciando solo delle avanguardie a Radzymin.

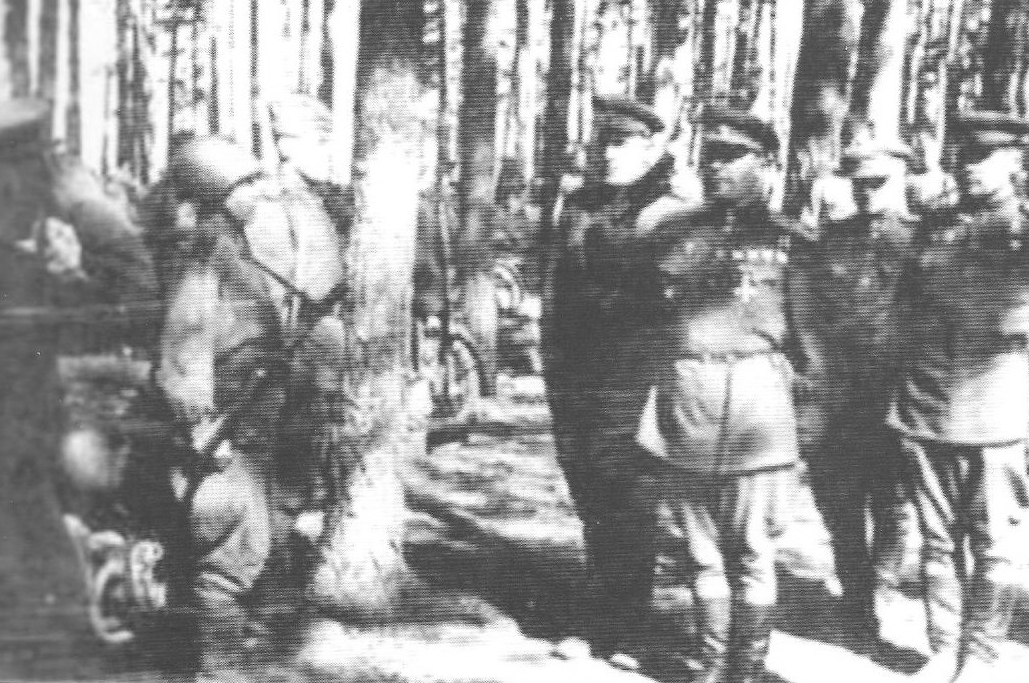
Il generale Alekseij Radzevskij, comandante della 2ª Armata corazzata, ispeziona le sue truppe.

Il momento decisivo del contrattacco tedesco si verificò il 2 agosto con l'intervento da nord-est e da est del grosso della 4. Panzer-Division del maggior generale Clemens Betzel, in avanzata lungo l'autostrada di Wyszków, e di una parte della Panzer-Division SS "Wiking" del maggior generale Rudolf Muhlenkamp, proveniente da Siedlce. Il 3º Corpo carri sovietico, contrariamente agli ordini ricevuti la sera prima, occupava ancora Radzymin con la 103ª Brigata, mentre la 50ª Brigata e la 51ª Brigata erano schierati più a sud con fronte verso occidente e coprivano Wolomin e Ossów; più indietro si stava avvicinando la 57ª Brigata fucilieri motorizzata. Più a sud 8º Corpo carri della Guardia continuava a mantenere il controllo di Okuniew e il 16º Corpo carri copriva la linea della Vistola; nella mattinata l'8º Corpo carri e il 3º Corpo carri entrarono finalmente in collegamento nell'area di Ossów. L'attacco tedesco venne sferrato inizialmente da ovest dalla "Hermann Göring" e da est dalla SS "Wiking", principalmente contro l'8º Corpo carri della Guardia che tuttavia respinse gli attacchi e mantenne per tutto il 2 agosto le sue posizioni principali.
Radzymin venne invece attaccata dal kampfgruppe Christiansen della 4. Panzer-Division che scendeva verso sud; fino alle ore 18.00 del 2 agosto la 103ª Brigata del 3º Corpo carri difese la cittadina e mantenne le sue posizioni nonostante gli attacchi tedeschi da nord e nord-est. Su ordine del comandante della 2ª Armata corazzata, generale Radzevskij, il 3º Corpo carri in serata riorganizzò il suo schieramento e abbandonò le posizioni più esposte; la 103. Brigata evacuò Radzymin, mentre anche la 51ª Brigata e la 50ª Brigata, che avevano dovuto affrontare altri attacchi tedeschi da nord-ovest, ripiegarono per coprire Wolomin; questi movimenti però avvennero in ritardo e sotto la pressione degli attacchi nemici, non fu possibile organizzare difensivamente le nuove posizioni del 3º Corpo carri. La sera del 2 agosto quindi il kampfgruppe Christiansen della 4. Panzer-Division raggiunse Radzymin ed entrò in contatto con elementi della 19. Panzer-Division. Nel frattempo reparti della "Hermann Göring" e il kampfgruppe Kossmann della 19. Panzer-Division attaccavano da ovest verso Okuniew in connessione con gli attacchi della SS "Wiking" da est; dopo qualche successo iniziale dei tedeschi tuttavia l'8º Corpo carri della Guardia contrattaccò in serata e riguadagnò il terreno perduto impedendo il collegamento delle due forze nemiche.
Il giorno seguente 3 luglio, le forze corazzate tedesche, circa 180-200 carri della "Hermann Göring", 4. Panzer-Division, 19. Panzer-Division e SS "Totenkopf", si portarono in posizione per attaccare il 3º Corpo carri sovietico del generale Vedeneev da tre direzioni diverse, est, nord e ovest: l'obiettivo era la cittadina di Wolomin. I carristi sovietici della 50ª Brigata carri e della 51ª Brigata carri erano schierati rispettivamente a ovest e a nord di Wolomin; equipaggiati con 83 carri in tutto, combatterono accanitamente ma si trovarono in grande difficoltà; nel corso della giornata il kampfgruppe Christiansen aggirò Wolomin da est, entrò in collegamento con la SS "Totenkopf" e intercettò le vie di comunicazione verso est delle due brigate del 3º Corpo carri.

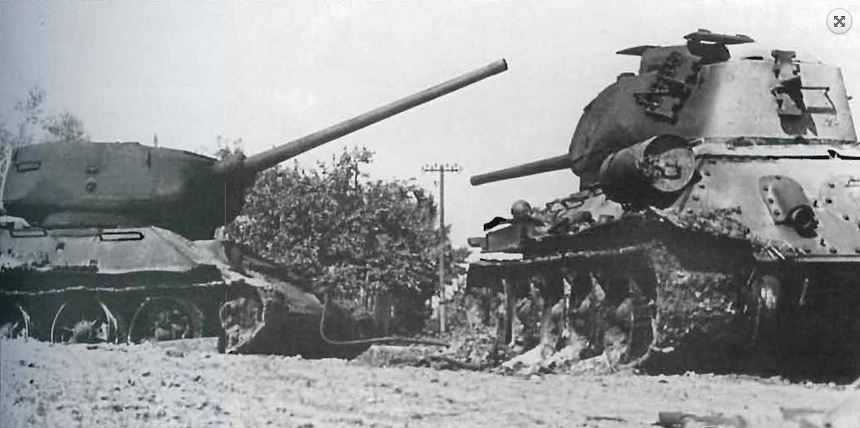
Carri T-34/85 del 3º Corpo carri distrutti nella battaglia di Radzymin-Wolomin.

I reparti corazzati sovietici del 3º Corpo carri subirono forti perdite sotto il tiro dell'artiglieria e dei carri armati tedeschi ma riuscirono in un primo tempo a mantenere il possesso della linea Ossów-Wolomin e respinsero attacchi provenienti da quattro diverse direzioni. Nel pomeriggio infine la 51ª Brigata e la 50ª Brigata iniziarono a ripiegare verso sud abbandonando la linea Ossów-Wolomin per raggiungere le cittadine di Mostowka e Majdan dove stava ritirandosi anche la 103. Brigata carri. In questa fase entrarono in azione anche i fucilieri motorizzati del 3º Corpo carri che rallentarono l'avanzata nemica e soprattutto i genieri del corpo corazzato che ostacolarono il passaggio dei mezzi corazzati nemici e mantennero aperte le vie di uscita per i carri sovietici verso Majdan. La 51ª e la 50ª Brigata carri, raggruppate insieme, riuscirono a rompere la linea di accerchiamento tedesca e si ricongiunsero con la 103ª Brigata. Nella serata le tre brigate corazzate del 3º Corpo carri raggiunsero la linea di ripiegamento Mostowka-Majdan dove si attestarono e respinsero nel corso della notte nuovi attacchi dei mezzi corazzati tedeschi.
Le perdite del 3º Corpo carri del 3 agosto furono pesanti: 47 mezzi corazzati furono distrutti o abbandonati, 160 uomini furono uccisi o feriti, i dispersi dietro le linee nemiche furono circa 500; la 50ª Brigata carri e la 51ª Brigata carri che erano stati al centro degli attacchi nemici subirono le perdite più elevate tra i quadri di comando, la 51ª Brigata carri che aveva difeso tenacemente gli accessi a Wolomin da nord, perse il comandante, l'esperto colonnello Semёn Mirvoda, mortalmente ferito nel suo carro armato, il vice-comandante e sette altri ufficiali; anche il comandante della 50ª Brigata carri, maggiore Isaac Fundovnyj, fu gravemente ferito.
Mentre il 3º Corpo carri combatteva aspre battaglie per sfuggire all'attacco convergente delle formazioni corazzate tedesche, l'8º Corpo carri della Guardia si trovò a sua volta in difficoltà nel settore di Okuniew, essendo stato attaccato di nuovo da ovest e soprattutto da est dal grosso della SS "Wiking", più a sud anche il 16º Corpo carri fu impegnato in combattimento ma mantenne saldamente le sue posizioni. Al termine delle battaglie del 3 agosto, la 2ª Armata corazzata della Guardia era scesa a 344 mezzi corazzati disponibili in totale, di cui 127 del 16º Corpo carri, 129 del 8º Corpo carri della Guardia e solo 50 del 3º Corpo carri che aveva subito gli attacchi più pesanti.

### Combattimenti del 4-6 agosto
Nonostante le pesanti perdite subite tuttavia i tre corpi corazzati della 2ª Armata corazzata erano riusciti ad evitare l'accerchiamento e a ripiegare dietro la linea del fiume Czarna dove le tre brigate del 3º Corpo carri, rinforzate dalla 109ª Brigata del 16º Corpo carri costituirono un nuovo schieramento che fu in grado di fermare il 4 agosto l'avanzata delle unità corazzate tedesche. Nel corso della giornata il 3º Corpo carri respinse gli attacchi ai villaggi di Majdan, Gorki e Mihalow, mentre Okuniew fu ancora difesa con successo dall'8º Corpo carri della Guardia; più a sud il 16º Corpo carri mantenne con facilità le sue posizioni. Le Panzer-Division avevano subito a loro volta forti perdite nei precedenti giorni di aspri scontri e progressivamente stavano esaurendo la loro spinta offensiva.
Il comando del 1° Fronte Bielorusso intervenne per rafforzare le posizioni e disimpegnare la 2ª Armata corazzata; fin dal 3 agosto il maresciallo Rokossovskij aveva accelerato il movimento verso nord della 47ª Armata e inoltre aveva ordinato al generale Cujkov di mantenere due corpi d'armata della 8ª Armata della Guardia nella preziosa testa di ponte sulla Vistola di Mugnuszew conquistata il 1º agosto, e di inviare un altro corpo d'armata verso nord per costituire una posizione difensiva a Garwolin e coprire la marcia della 47ª Armata. Il maresciallo Rokossovskij era anche preoccupata per la situazione della rivolta di Varsavia, iniziata il 1º agosto, proprio nel momento meno opportuno mentre le unità corazzate sovietiche passavano sulla difensiva. Il maresciallo era sbalordito per l'intempestività dei capi della resistenza nazionale; al momento era impossibile sferrare "un attacco immediato da fuori" come richiesto dai rivoltosi con un messaggio radio.

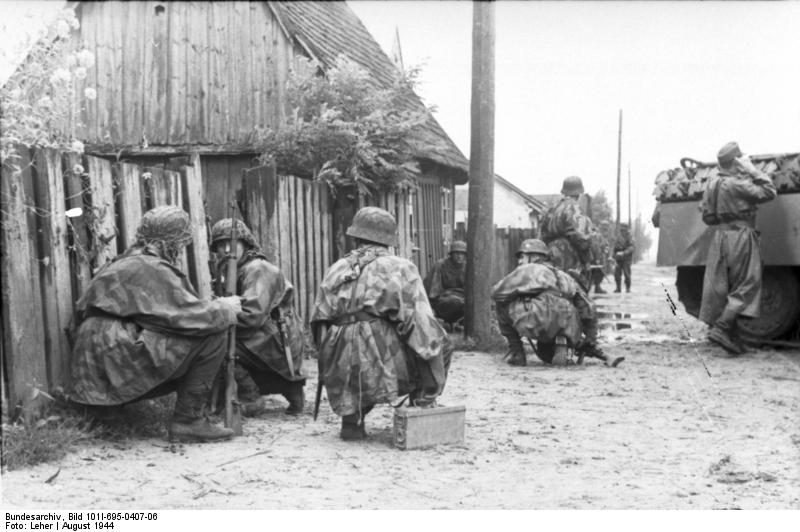
Fanteria tedesca impegnata negli scontri alla periferia di Varsavia

La situazione strategica complessiva del Fronte orientale rimaneva critica per i tedeschi nonostante il riuscito contrattacco alle porte di Varsavia, il feldmaresciallo Model quindi non poteva impiegare ancora a lungo le sue preziose Panzer-Division contro la 2ª Armata corazzata. Il 5 agosto 1944 le linee difensive del generale Radzevskij subirono ancora attacchi da parte dei carri tedeschi ma sia il 3º Corpo carri che l'8º Corpo carri della Guardia mantennero le loro posizioni e inflissero perdite al nemico; il 6 agosto l'attività tedesca fu molto ridotta e nel frattempo erano in arrivo le unità di fucilieri della 47ª Armata e i reparti del 2º Corpo di cavalleria della Guardia. Il 6 agosto il maresciallo Rokossovskij ordinò il ritiro delle unità della 2ª Armata corazzata e i reparti del generale Radzevskij completarono entro l'8 agosto senza difficoltà il trasferimento a sud di Minsk-Mazowiecki mentre i reparti della 47ª Armata e del 2º Corpo di cavalleria della Guardia assumevano la piena responsabilità della difesa del fronte di 80 chilometri esteso da sud di Varsavia a Siedlce.
Il contrattacco dei panzer aveva stabilizzato il fronte davanti a Varsavia e inoltre aveva permesso il mantenimento delle comunicazioni con le forze in ripiegamento sul Narew e con quelle schierate in difesa della Prussia orientale. La precarietà della situazione complessiva del fronte tedesco rese inevitabile, tuttavia, una rapida sospensione dei contrattacchi del 39º Panzerkorps: le preziose Panzer-Division furono rapidamente inviate a nord in Prussia orientale e nel Baltico e a sud contro le teste di ponte sulla Vistola; fin dal 5 agosto la Panzer-Division "Hermann Göring", la 19. Panzer-Division e la 25. Panzer-Division erano in azione per cercare di ridurre la testa di ponte del generale Cujkov a Magnuszew.

## Bilancio e conseguenze
Le perdite di carri sovietici furono pesanti: secondo i dati d'archivio sovietici la 2ª Armata corazzata ebbe nel periodo 1-8 agosto 284 carri e semoventi fuori uso, di cui 116 mezzi corazzati totalmente distrutti, tra cui 94 T-34/85; le perdite umane furono di 409 morti, 1 271 feriti e 589 dispersi in azione. In particolare il 3º Corpo carri che fu al centro dei combattimenti più violenti, perse dal 30 luglio al 6 agosto 98 mezzi corazzati, tra cui 91 T-34/85, 236 morti, 636 feriti e 373 dispersi. I carristi sovietici rivendicarono nello stesso periodo un numero molto elevato di mezzi corazzati tedeschi distrutti: 273, di cui 105 dal solo 3º Corpo carri, ma questi dati vanno confrontati con i documenti tedeschi che permettono di calcolare almeno in parte le perdite reali delle singole Panzer-Division. I mezzi corazzati tedeschi totalmente distrutti nel periodo dei combattimenti contro l'armata del generale Radzevskij, sarebbero almeno 95: la "Herman Goring" perse 20 mezzi tra il 20 luglio e il 5 agosto, la SS "Totenkopf" perse 32 carri dal 23 luglio al 10 agosto; la SS "Wiking" ebbe 17 perdite totali solo nel periodo 2-5 agosto; la 4. Panzer-Division ebbe 16 perdite dal 3 al 6 agosto; la 19. Panzer-Division infine perse totalmente almeno 19 carri armati nel periodo 1-5 agosto.

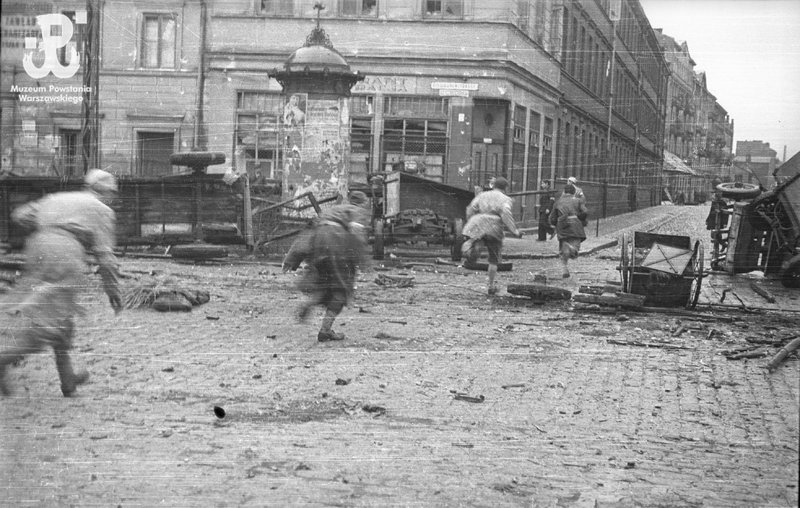
Combattenti dell'Armia Krajowa, durante la Rivolta di Varsavia

Le aspre battaglie di carri alla periferia di Varsavia si conclusero con un parziale successo tedesco e con un'inattesa battuta d'arresto sovietica, dopo oltre un mese di schiaccianti vittorie dell'Armata Rossa. Il successo tattico locale delle forze tedesche, precipitosamente raccolte dal feldmaresciallo Model, giunse inaspettato, pochi giorni prima regnava ancora un sentimento di euforia nei comandi sovietici e di panico nelle retrovie tedesche, ed ebbe importanti conseguenze anche strategiche costringendo le forze sovietiche a sospendere ulteriori manovre offensive in direzione della Polonia e della Germania, che erano sembrate possibili solo pochi giorni prima.
In realtà, a causa degli enormi problemi logistici, dell'accumularsi delle perdite di uomini e mezzi, e delle enormi distanze percorse dai russi dopo l'inizio, il 22 giugno 1944, dell'offensiva d'estate, ulteriori avanzate in profondità presentavano grandi problemi tattico-operativi difficilmente sormontabili in breve tempo.
Dal punto di vista tattico le battaglie di carri di Radzymin e Wolomin, confermarono ancora una volta l'abilità e l'esperienza delle migliori unità corazzate tedesche, in grado, in situazioni favorevoli, di infliggere severi scacchi al nemico, come sarebbe stato ancora confermato sul Fronte est anche in Prussia orientale e nei Paesi Baltici. Le battaglie alla periferia di Varsavia evidenziarono però anche la tenacia e la determinazione degli esperti carristi sovietici che, dopo aver dimostrato notevole spirito offensivo nell'avanzata iniziale, si batterono aspramente nonostante la situazione tattica sfavorevole, sfuggirono alle manovre d'accerchiamento e finirono per bloccare i contrattacchi tedeschi. Il generale Radzevskij nelle sue memorie afferma che i suoi reparti "tennero fermo e respinsero tutti i tentativi del nemico di sloggiare la nostra armata dalle sue posizioni". Al termine della battaglia, l'8 agosto, la 2ª Armata corazzata disponeva ancora di 373 mezzi corazzati in totale, con 125 carri nel 8º Corpo carri della Guardia, 166 nel 16º Corpo carri e 56 nel 3º Corpo carri. In riconoscimento del valore dimostrato in questa serie di battaglie di carri, tutte le unità della 2ª Armata corazzata avrebbero ricevuto il 20 novembre 1944 il titolo onorifico di unità della Guardia.
Dopo la ritirata delle unità corazzate sovietiche alle porte della capitale polacca, la sanguinosa rivolta dell'Armia Krajowa era inevitabilmente destinata alla sconfitta. Interminabili polemiche esplosero immediatamente (scontri tra Churchill e Stalin) sul mancato intervento dei sovietici in aiuto delle forze insurrezionali; tuttavia è evidente che le truppe dell'Armata Rossa, dopo l'insuccesso a Praga, non erano più in grado di proseguire subito oltre la Vistola, anche se gran parte delle Panzer-Division abbandonarono fin dal 5-6 agosto l'area per essere impegnate più a nord e a sud.
Il tentativo intrapreso dalla 47ª Armata e dalla 1ª Armata polacca (reclutata dall'Armia Ludowa, le forze militari favorevoli alla stretta alleanza con i sovietici), dal 3 al 23 settembre, di superare la Vistola e conquistare i sobborghi di Varsavia terminò con un fallimento.
È indubbio tuttavia che Stalin, alle prese con la costituzione di un governo e un esercito polacco alleato dell'Unione Sovietica in aspra contrapposizione con il governo in esilio di Londra, auspicava il fallimento della rivolta e la distruzione dell'esercito polacco nazionalista; quindi per molte settimane non collaborò con gli alleati nell'invio di aiuti aerei e polemizzò duramente con i dirigenti alleati sull'opportunità e sui fini politici dell'insurrezione.